# Aspidoscelis tesselata
Espèce
Synonymes
- Ameiva tesselata Say, 1823
- Cnemidophorus tesselatus (Say, 1823)
- Cnemidophorus grahamii Baird & Girard, 1852
- Cnemidophorus dixoni Scudday, 1973
- Aspidoscelis dixoni (Scudday, 1973)

Statut de conservation UICN

 LC  : Préoccupation mineure
Aspidoscelis tesselata est une espèce de sauriens de la famille des Teiidae.

## Répartition
Cette espèce se rencontre :
- aux États-Unis dans l'Ouest du Texas, dans le Sud-Est du Colorado et au Nouveau-Mexique ;
- au Mexique dans le Nord-Est du Chihuahua et dans le Coahuila.

## Publication originale
- Say in James, 1823 : Account of an expedition from Pittsburgh to the Rocky Mountains, performed in the years 1819 and '20 : by order of the Hon. J.C. Calhoun, sec'y of war: under the command of Major Stephen H. Long. From the notes of Major Long, Mr. T. Say, and other gentlemen of the exploring party, vol. 2, p. 1-356 (texte intégral).